# Helmut Fiebig
Helmut Fiebig (* 7. Mai 1956 in Northeim; † 11. Mai 2011 in Hamburg) war ein deutscher Journalist und Filmkritiker.

## Beruflicher Werdegang
Nach dem Abitur am Gymnasium Corvinianum in Northeim absolvierte Helmut Fiebig ein Studium der Germanistik und Politik an der Universität Göttingen, das er mit dem 1. Staatsexamen abschloss. Nach dem 2. Staatsexamen für das Lehramt an Gymnasien begann er 1988 ein Volontariat bei der größten europäischen Filmzeitschrift Cinema. In Anschluss daran übernahm er verschiedene journalistische Aufgaben bei der Verlagsgruppe Milchstrasse, so wurde er Chefredakteur von Kino und Video plus. Im Mai 1996 übernahm er die Chefredaktion von Cinema, die er auch nach Übernahme der Verlagsgruppe Milchstrasse durch den Burda-Verlag bis Ende Juli 2008 innehatte. In seiner Funktion als Chefredakteur übergab er auch den Film- und Fernsehpreis Jupiter, der seit 1979 von der Zeitschrift Cinema verliehen wird. Nach Angaben des Burda-Verlages hat sich Fiebig zum 1. August 2008 aus privaten Gründen aus dem operativen Tagesgeschäft zurückgezogen, wobei er aber für Sonderaufgaben und als Berater der Chefredaktion „Cinema“ weiter erhalten blieb. Nachfolger wurde sein bisheriger Stellvertreter Artur Jung.
2008 war Fiebig Mitglied der Jury der Bundeszentrale für gesundheitliche Aufklärung für den neuen Aidsprävention-Kommunikationspreis, der sich an Studierende von Film- und Medienhochschulen richtet und dazu aufruft, das Thema Aidsprävention in 30-sekündigen Spots überzeugend umzusetzen.
Zusammen mit Christoph Meyer-Adler und Michael Eckert gründete Helmut Fiebig im Frühjahr 2010 in Hamburg den Oxo-Media-Verlag. Die drei kannten sich von der Verlagsgruppe Milchstrasse, wo sie in leitenden Positionen der Titel „TV Spielfilm“, „Cinema“, „Max“ und „Bellevue“ waren. Sie starteten im März 2010 das Lifestyle-Magazin Inshoes, das Geschichten rund um das Thema Schuhe bringt und alle zwei Monate erscheint.

## Zitat
„Die digitale Revolution verändert die jahrzehntelang eingeschliffenen Konsumgewohnheiten der Musik- und Film-Liebhaber radikal. Obwohl Musik- und Filmindustrie von der Krise gleichermaßen betroffen sind, wird die Filmindustrie die Krise eher überstehen als die Musik-Industrie, weil Hollywood flexibler, kreativer und die Suche nach den unterschiedlichsten Plattformen, auf denen sich Film als Content zukünftig kommerziell vermarkten lässt, einfacher und erfolgversprechender ist.“